# Pentanychus flavescens
Pentanychus flavescens is een hooiwagen uit de familie Pentanychidae.